# Ванслас Дабая
Ванслас Дабая  (фр. Vencelas Dabaya, 28 квітня 1981) — французький, колишній камерунський, важкоатлет, олімпійський медаліст, чемпіон світу 2006 року.

## Виступи на Олімпіадах
| Олімпіада  | Дисципліна      | Місце |
| ---------- | --------------- | ----- |
| Афіни 2004 | легка категорія | 5     |
| Пекін 2008 | легка категорія | 2     |